# Malin Falkenmark
Malin Fredrika Sofia Sundberg-Falkenmark, née le 21 novembre 1925 à Stockholm et morte le 3 décembre 2023, est une hydrologue suédoise. Falkenmark est surtout connue pour son travail de longue date et son expertise dans l'utilisation durable des ressources en eau pour répondre aux besoins humains et écosystémiques. Son travail se caractérise par l'intégration des approches des sciences naturelles et des sciences sociales. Elle est particulièrement connue pour avoir développé ce que l'on appelle aujourd'hui l'indicateur de stress hydrique de Falkenmark, un indicateur utilisé pour mesurer et décrire l'eau disponible pour l'homme. Elle est la fille de Halvar Sundberg.

## Vie et carrière
Falkenmark a obtenu son diplôme de Fil. Mag. (équivalent suédois à une maîtrise) en mathématiques, physique, chimie et mécanique à l'Université d'Uppsala, en 1951. En 1964, elle est devenue la première Fil. Lic. (Équivalent suédois de doctorat à l'époque) d'hydrologie en Suède, où elle a étudié la «capacité portante d'une nappe de glace». Plus tard en 1975, elle a reçu le titre de docteur honoris causa à l’Université de Linköping.
L’histoire professionnelle de Falkenmark comprend notamment des postes d’hydrologue d’État à l’Institut suédois de météorologie et d'hydrologie (1950-1960), puis au Conseil suédois de recherche en sciences naturelles (1965-1995), où elle est devenue Secrétaire exécutive, puis Présidente du Comité national suédois pour le UNESCO’s International Hydrological Decade/Programme. 
En tant que président du comité du programme scientifique à l'Institut international de l'eau de Stockholm (Stockholm International Water Institute - SIWI, 1991-2003), Falkenmark a dirigé la mise en place de la Semaine mondiale de l’eau de Stockholm (initialement appelée Stockholm Water Symposium), qui est devenue le "point focal annuel pour les problèmes de l’eau dans le monde".
Falkenmark a occupé de nombreux postes au sein de conseils et de comités internationaux, notamment en tant que rapporteur général de la Conférence des Nations unies sur l'eau, Mar del Plata (1977); Consultant de la Banque mondiale chargé de la pénurie d'eau imminente (1988-1992); membre du Comité des Nations unies sur l'énergie et les ressources naturelles pour le développement et du groupe de travail du projet du Millénaire pour la durabilité de l'environnement des Nations unies; membre du Comité consultatif technique du Partenariat mondial de l'eau; et conseiller scientifique du Fonds pour l'environnement mondial et de l’Évaluation globale de l'eau douce (Global Environment Facility and the Comprehensive Freshwater Assessment of the World).
Falkenmark est professeur d'hydrologie appliquée internationale. Entre 1976 et 1979, elle a dirigé la planification et le développement du département des études de l’eau et de l’environnement à l’université de Linköping; après sa retraite formelle, en 1991, elle est devenue membre du Département d’écologie des systèmes de l’Université de Stockholm.
En 2007, elle a rejoint le Stockholm Resilience Centre (en) en tant que chercheur principal. Elle fut conseillère scientifique principale au Stockholm International Water Institute (en).
En 2018, elle partage le prix Blue Planet avec l'écologiste Brian Walker.

## L'indicateur de stress hydrique de Falkenmark
Dans un article publié en 1989, Falkenmark a introduit un indicateur du stress hydrique qui exprime le niveau de rareté de l'eau dans une région donnée comme la quantité d'eau douce renouvelable disponible pour chaque personne chaque année. Il a finalement été connu sous le nom d'indicateur Falkenmark; ce n'est pas seulement l'un des indicateurs les plus anciens, mais aussi l'un des plus utilisés pour mesurer et décrire la disponibilité de l'eau à usage humain.
Le niveau de pénurie d'eau dans un pays donné a été déterminé sur la base de seuils: si la quantité d'eau renouvelable dans un pays est inférieure à 1 700 m3 par personne et par an, ce pays connaîtrait un stress hydrique; au-dessous de 1 000 m3, on dit qu’il connaît une pénurie d’eau; et inférieure à 500 m3, une pénurie d'eau absolue.

## Le paradigme de l'eau bleue et verte
Les concepts d’eau verte et bleue ont été introduits pour la première fois par Falkenmark en 1995 et ont défini l’eau verte comme «l’eau de pluie qui s’infiltre dans la zone racinaire et utilisée pour la production de biomasse»; et l'eau bleue comme "l'eau qui s'écoule de la surface du sol ou qui s'infiltrant au-delà de la zone racinaire forme de l'eau souterraine"",
Dans une publication plus récente, l’eau verte a été définie comme l’eau du sol contenue dans la zone non saturée, formée par les précipitations et disponible pour les plantes, tandis que l’eau bleue pour les rivières, les lacs, les zones humides et les aquifères irrigation et autres utilisations humaines. Les deux ressources sont importantes pour la production alimentaire; l'agriculture pluviale n'utilise que de l'eau verte, tandis que l'agriculture irriguée utilise à la fois de l'eau verte et de l'eau bleue.

## Prix et reconnaissances sélectionnés
- KTH Stora Pris (1995)
- Volvo Environment Prize (1998)[14]
- International Hydrology Prize (1998)[15]
- Rachel Carson Prize (2005)
- Crystal Drop Award (2005)[16]
- Prince Albert II of Monaco Water and Desertification Award (2010)[17]
- Blue Planet Prize (2018)[18]